# Luis Mandujano
Luis Antolín Mandujano Tobar (Santiago, 3 de diciembre de 1892 - 4 de noviembre de 1956) fue un técnico grabador, corredor de propiedades y político chileno, miembro del Partido Demócrata. A lo largo de su trayectoria se desempeñó como alcalde, diputado y, ministro de Estado en dos carteras diferentes, durante el segundo gobierno del presidente liberal Arturo Alessandri, y después bajo la vicepresidencia del radical Alfredo Duhalde.

## Familia y estudios
Nació en Santiago de Chile el 3 de diciembre de 1892, hijo de Ceferino Mandujano Grandón y Ana Luisa Tobar Ramos. Realizó sus estudios primarios y secundarios en el Liceo Particular "San Luis Obispo de Tolosa" hasta segundo año de Humanidades, finalizándolos en la Escuela Nocturna "Fermín Vivaceta" de la Sociedad de Artesanos de La Unión, egresando en 1908.
En el ámbito laboral, se desempeñó como grabador, comenzando como aprendiz a los catorce años; en 1908 trabajó con Martín Garetto y llegó a ser propietario de la firma Mandujano Hermanos. A fines de 1915 transformó su taller en fábrica especializada en sellos de caucho y fabricó placas patentes para automóviles, cuya industria se extendió hasta 1918. Luego estudió sobre construcción de edificios, y trabajó en ese rubro con su empresa constructora. Fue propietario de edificios ubicados en la calle Pedro de Valdivia 65; Zenteno esquina de Eyzaguirre; Balneario Tejas Verdes en Maipo, y de diversas obras de arte.
Se casó en Santiago el 3 de abril de 1914 con Palmerina López Carranza, con quien tuvo siete hijos.

## Carrera política
En el ámbito político, entre 1918 y 1929, actuó como superintendente de la Casa de Moneda y Especies Valoradas. Luego, en 1944, ocupó el puesto de consejero de la Caja Nacional de Ahorros, y desde 1952, presidente de la misma. Asimismo, ejerció como consejero del Instituto de Crédito Industrial en representación del Banco del Estado, y como presidente de dicha entidad financiera estatal hasta 1952.
Militó en el Partido Demócrata, que después se pasó a denominar Partido Democrático; ostentó todos los cargos directivos en el partido y en 1914 fue su director; en 1936 su presidente; y por último en 1945, fue elegido presidente nacional de esa colectividad.
En las elecciones parlamentarias de 1930, fue elegido como diputado por la 21ª Circunscripción Departamental (correspondiente a los departamentos de Llaima, Imperial y Temuco), por el período legislativo 1930-1934. Durante su gestión integró la Comisión Permanente de Relaciones Exteriores y la de Hacienda; fue diputado reemplazante en la Comisión Permanente de Guerra y Marina. Sin embargo no logró finalizar su periodo parlamentario, debido a que fue disuelto el Congreso Nacional, el 6 de junio de 1932, por decreto de una Junta de Gobierno establecida mediante un golpe de Estado|, el 4 de junio de ese año. Paralelamente, fue alcalde de la Municipalidad de San Antonio en 1931.
Entre otras actividades, fue miembro de la masonería, dirigente de la Interacción Atlética de Chile durante el periodo 1931-1933; presidente del club de fútbol Green Cross en 1930; socio del Rotary Club y miembro del Cuerpo de Bomberos de la 7.ª Compañía de Santiago.
El 19 de abril de 1934, con ocasión del segundo gobierno del presidente liberal Arturo Alessandri Palma, fue nombrado como titular del Ministerio de Tierras y Colonización, función que ejerció hasta el 31 de marzo de 1936.
Seguidamente, durante el gobierno del presidente radical Pedro Aguirre Cerda en 1938, se desempeñó como delegado de la Sociedad de Obreros Caupolicán ante el Congreso Social Obrero; consejero de Enseñanza Comercial; de la Corporación de Reconstrucción y Auxilio y del Banco del Estado. Además, fue director de la Sociedad Empleados de Comercio.
Años más tarde, fue designado como ministro del Trabajo, por el vicepresidente Alfredo Duhalde, también radical, desempeñando el cargo desde 6 de septiembre hasta el 3 de noviembre de 1946. De manera simultánea, asumió como ministro de Tierras y Colonización —en calidad de subrogante (s)—, hasta el 17 de octubre de 1946. En 1946, también, fue vicepresidente de Radio Corporación y vicepresidente del Servicio de Seguro Social (SSS).
Falleció el 4 de noviembre de 1956, a los 63 años.